# Kalpaki
Kalpaki (in greco Καλπάκι?) è un ex comune della Grecia nella periferia dell'Epiro (unità periferica di Giannina) con 2 324 abitanti secondo i dati del censimento 2001.
È stato soppresso a seguito della riforma amministrativa, detta Programma Callicrate, in vigore dal gennaio 2011 ed è ora compreso nel comune di Pogoni.

## Località
Il comune è suddiviso nelle seguenti comunità (i nomi dei villaggi tra parentesi):
- Kalpaki (Kalpaki, Lioumpa)
- Ano Ravenia
- Chrysorrachi
- Doliana (Doliana, Agios Georgios Dolianon)
- Geroplatanos
- Kato Ravenia
- Mavrovouni
- Negrades